# W.I.T.C.H. (képregénysorozat)
A W.I.T.C.H. fantasy/szuperhős típusú képregénysorozat, amelyet Elizabetta Gnone írt. A történet öt lányról szól, akiket kiválasztottak, hogy ők legyenek Kondrakar új Őrzői, akinek a feladata, hogy az öt elem fölötti képességeiket használva, megvédjék a világegyetem központját mindazoktól, akik ártani akarnak neki. Ez az öt elem: a Víz, a Tűz, a Föld, a Levegő és az Energia.
A sorozat címe, a W.I.T.C.H. az öt szereplő: Will, Irma, Taranee, Cornelia és Hay Lin nevének kezdőbetűiből áll; jelentése angolul: boszorkány.
A sorozatot eredetileg Olaszországban adták ki. Jelenleg a világ több mint ötven országában, több mint húsz nyelven elérhető.
Nem tudni, miért, de Japánban a sorozat nem jelent meg, helyette egy a képregényen alapuló mangát indítottak, amelyet Iida Haruko (飯田晴子) rajzolt, s amely a Kadokava Soten (角川書店) havi magazinjában a Gekkan Aszukában (月刊あすか) jelent meg, amit később összegyűjtve két kötetben adtak ki, de ezzel Japánban véget ért a W.I.T.C.H. története. A kötetek borítóit Ehara Daiszuke (江原大介) készítette.
Amerikában, kezdetben kis könyveket adtak ki, amelyek szintén a képregényen alapultak. 2005-től kezdtek el kiadni egyfajta regényszerű kiadványokat (graphic novels), amelyek mindegyike két-két számot tartalmaz, és amelyek kéthavonta jelennek meg.
Lene Kaaberbøl kilenc könyvet írt, amelyek hátterét a W.I.T.C.H. világa nyújtotta. E könyveket 2002-ben és 2003-ban adták ki.

## Történet

### Első küldetés: A tizenkét kapu
Öt hétköznapi lány rájön arra, hogy mágikus képességekkel rendelkezik, és hogy küldetésük a világ egyensúlyának fenntartása. Így válnak a Fátyol Őrzőivé. A Fátyol az, ami elválasztja és megvédi a többi világot egy rossz világtól, Meridiántól.

## A W.I.T.C.H. képregény eredeti címeiolaszul
- 1. Halloween
- 2. I dodici portali
- 3. L'altra dimensione
- 4. Il potere del fuoco
- 5. L'ultima lacrima
- 6. D'illusioni e di bugie
- 7. Un giorno lo incontrerai
- 8. Le rose nere di Meridian
- 9. I quattro draghi
- 10. Un ponte tra due mondi
- 11. La corona di luce
- 12. Per sempre sia
- 13. So chi sei
- 14. Fine di un sogno
- 15. La forza del coraggio
- 16. Il sigillo di Nerissa
- 17. Non chiudere gli occhi
- 18. Frammenti d'estate
- 19. L'altra verità
- 20. Il soffio dell'odio
- 21. Sotto il segno dell'ombra
- 22. Il cuore spezzato
- 23. Addio!
- 24. Fidati di me
- 25. Ombre d'acqua
- 26. Ricatto finale
- 27. La rinuncia
- 28. Così lontane, così vicine
- 29. Il male minore
- 30. Il cammino del vento
- 31. La voce del silenzio
- 32. Il gioco delle parti
- 33. Il dono più grande
- 34. Gocce di libertà
- 35. Vite riflesse
- 36. Spiriti ribelli
- 37. La disputa
- 38. Il desiderio del cuore
- 39. Battito d'ali
- 40. L'ultimo segreto
- 41. Tutta la verità
- 42. Nessuna speranza
- 43. Magia di luce
- 44. Mai più sole
- 45. Doppio inganno
- 46. La forza del coraggio
- 47. Sabbie del tempo
- 48. Nuovi orizzonti
- 49. Tra sogno e realtà
- 50. Comunque magiche
- 51. Fuori controllo
- 52. L'occhio del libro
- 53. Tutta un'altra musica